# 2132 mètres
2132 mètres est le vingt-sixième tome de la série de bande dessinée XIII. Il s'agit du septième album avec le scénariste Yves Sente et le dessinateur Youri Jigounov aux commandes.

### Documentation
- Jean-Pierre Fuéri, « XIII, 2132 mètres : XIII resserre les boulons », Casemate, no 130,‎ novembre 2019, p. 65.